# پاودرلی (تگزاس)
پاودرلی، تگزاس (انگلیسی: Powderly, Texas) پاودرلی محل برگزاری سرشماری و یک اجتماع غیرثبت شده در شهرستان لامار، تگزاس، ایالات متحده است.